# Stathmopoda osteitis
Stathmopoda osteitis is een vlinder uit de familie Stathmopodidae. De wetenschappelijke naam van de soort is voor het eerst geldig gepubliceerd in 1917 door Meyrick.